# The Ronettes
The Ronettes sono state un girl group statunitense di genere pop, formatosi nel 1957 a New York.
Divenute popolari grazie soprattutto ai loro lavori in collaborazione con il produttore Phil Spector, le Ronettes furono l'unica band formata da ragazze ad essere invitata ad esibirsi con i Beatles, nell'ultimo tour americano del gruppo di Liverpool nell'estate del 1966.

## Storia del gruppo

### Gli inizi
Nel 1957, Veronica Bennett (più tardi conosciuta come Ronnie Spector, una volta divenuta moglie del produttore Phil Spector) forma il gruppo che sarebbe poi diventato noto come The Ronettes e composto dalla stessa Ronnie, da sua sorella Estelle e dalle loro cugine Nedra, Diane ed Elaine. Le cinque ragazze imparano a perfezionare le loro armonie vocali nella loro abitazione per poi iscriversi ad uno show amatoriale all'Apollo Theater dove rimediano un insuccesso e la successiva defezione di Elaine e Diane che lasciano il gruppo dopo quella notte.
Come trio, le Ronnie and the Relatives (questo il loro primo nome), arrivarono al loro primo contratto discografico con la Colpix Records nel 1961 e a pubblicare due singoli: I Want a Boy nel mese di agosto e I'm Gonna Quit While I'm Ahead nel gennaio del 1962 che però non riescono ad entrare nella Billboard Top 100.
Nel mese di aprile e giugno del 1962 la Colpix pubblica i primi due singoli accreditati alle Ronettes, Silhouettes e la ristampa di I'm Gonna Quit While I'm Ahead a cui segue un ultimo brano (Good Girls) che, nel marzo del 1963, decreta l'addio della band dall'etichetta.
Nei primi mesi del 1963, stufa degli insuccessi con la Colpix Records, Estelle contatta telefonicamente il produttore Phil Spector e lo convince a organizzare un provino per lui che, con la sua Philles Records, era da tempo alla ricerca di nuove voci femminili.
All'audizione Spector si sedette al pianoforte e accompagnò il gruppo che cominciò a cantare Why Do Fools Fall in Love quando, improvvisamente, alzandosi dal suo posto esclamò: «Ecco! È questo! Questa è la voce che stavo cercando!».
Nel marzo del 1963, quindi, Spector propose alle ragazze un accordo per una collaborazione che le portò al successo.

### Be My Baby
Primo frutto di questa collaborazione è il singolo Be My Baby. Scritta dallo stesso Phil Spector assieme a Jeff Barry e Ellie Greenwich, registrata nel luglio del 1963 e pubblicata nell'agosto successivo, Be My Baby ottiene subito un successo incredibile e diventa una hit da classifica, piazzandosi al numero due della Billboard Top 100.
Spesso citata come la massima espressione del cosiddetto Wall of Sound di Spector, negli anni a seguire diverrà una delle canzoni più conosciute della sua era e, sicuramente, anche uno dei brani che maggiormente hanno influenzato l'evoluzione dell'intero genere pop, piazzandosi alla posizione numero 22 della lista delle 500 migliori canzoni di tutti i tempi, secondo la rivista Rolling Stone.
«Le nostre vite sono state capovolte» ricordò Ronnie Spector in seguito. «Tutte le cose che avevo sempre sognato finalmente si avverarono.»
Nel novembre del 1963 la band, assieme ad altri artisti dell'etichetta, registra il disco natalizio A Christmas Gift for You a cui le Ronettes contribuiscono con tre canzoni: I Saw Mommy Kissing Santa Claus, Sleigh Ride e Frosty the Snowman.

### Baby I Love You
Dopo il successo del loro primo singolo, Phil Spector, impaziente di realizzare un seguito con la band, scrive Baby, I Love You di nuovo con Barry e Greenwich, esortando le Ronettes a lasciare New York per la California proprio per registrare il nuovo singolo nei Gold Star Studios, di proprietà del produttore.
A causa però di un problema nato dal fatto che le Ronettes sarebbero dovute partire per il "Caravan of Stars" tour, invitate dall'organizzatore Dick Clark, Spector decise di tenere con sé Ronnie Spector per le session di registrazione e di sostituire Estelle e Nedra (partite per il tour) nei cori con l'altra cugina Elaine (ex membro del gruppo) e con Cher.
Con la collaborazione di Leon Russell al pianoforte, il brano venne ultimato a inizio autunno del 1963 e pubblicato, nel novembre dello stesso anno, raggiungendo la posizione numero 24 negli Stati Uniti e la numero 11 nel Regno Unito.
Nel gennaio del 1964 il gruppo parte per il loro primo tour in Inghilterra e, al loro ritorno, entra di nuovo in studio per registrare Keep On Dancing e Girls Can Tell, due canzoni scritte sempre dal trio Barry, Greenwich e Spector.
Tra aprile e giugno del 1964 escono due nuovi singoli, (The Best Part of) Breakin' Up e Do I Love You? che però non raggiungono il successo dei precedenti, anche se riescono a entrare per breve tempo nella Billboard Top 40.

### Presenting the Fabulous Ronettes
Nel corso del 1964, le Ronettes appaiono in numerosi spettacoli televisivi come American Bandstand, Hullabaloo e Ready, Steady e Go. Intanto, mentre la popolarità di altri gruppi simili (come The Crystals e The Marvelettes) comincia a diminuire, quella del trio di New York continua a crescere.
Nell'estate di quell'anno, la band entra in studio per registrare il brano Walking in the Rain, che diventerà poi il singolo di maggior successo del gruppo dopo Be My Baby ed anche l'unica canzone prodotta da Phil Spector che lo porta a vincere un Grammy Award.
A seguito del successo di Walking in the Rain, l'etichetta decide di pubblicare il primo album in studio del gruppo, intitolato Presenting the Fabulous Ronettes Featuring Veronica, che esce verso la fine del 1964 e che include tutti i precedenti singoli di successo della band. L'album si rivelò un discreto successo commerciale, piazzandosi al numero 96 nella classifica di Billboard.
Nel febbraio del 1965 esce Born to Be Together, nuovo singolo del gruppo, che arriva solo al numero 52 della Billboard 100 e che è il preludio ad una serie di altre registrazioni di canzoni che Phil Spector rifiuta di pubblicare, una volta completate.

### Il declino e la separazione

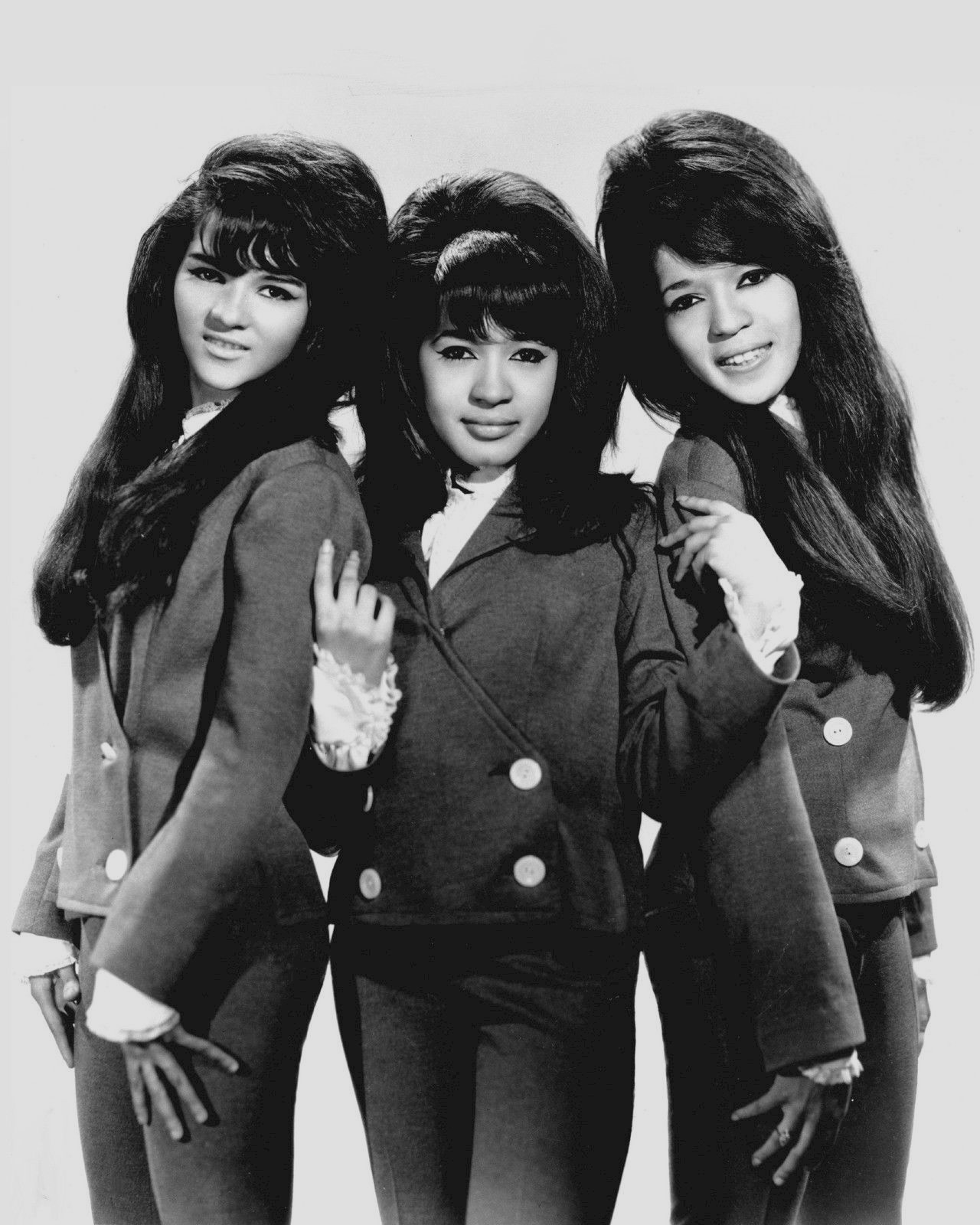
Il trio nel 1966

Mentre la popolarità delle Ronettes diventava sempre maggiore, il rapporto tra Ronnie e Phil Spector divenne sempre più teso e il produttore decise di mettere un freno all'ascesa del trio, proprio nel timore che un giorno sarebbe potuto diventare più importante di lui e cercando di non pubblicare i dischi che la band era contrattualmente obbligata a realizzare.
Tra le canzoni registrate durante questo periodo e rimaste inedite ci sono Paradise, Everything Under the Sun, I Wish I Never Saw the Sun Shine e soprattutto Chapel of Love che, registrata nei primi mesi del 1964, Spector rifiutò poi di pubblicare come singolo. «Abbiamo pensato che fosse un grande pezzo e abbiamo praticamente pregato Phil Spector di pubblicarlo» scrisse più tardi Ronnie Spector. «Quando la versione di Dixie Cups uscì e fu un successo fu deprimente!».
Nel giugno del 1965 esce un nuovo singolo delle Ronettes, Is This What I Get For Loving You?, un mezzo insuccesso che si assesta al numero 75 nella Billboard 100 e seguito, ad un anno di distanza, da I Can Hear Music che, pubblicato nel mese di ottobre del 1966, raggiunge solo la posizione numero 100.
Dopo un breve tour in Germania, all'inizio del 1967 la band decise di separarsi e di continuare per strade separate.

### Dopo la separazione
Ronnie Bennett ha sposato Phil Spector nel 1969, per poi separarsi nel 1974 dopo una burrascosa relazione a causa di abusi da parte di Spector . Ronnie ha quindi cercato di riformare la band con la formazione originale, ma senza successo, chiamando quindi Denise Edwards e l'attrice Chip Fields. Dopo aver registrato alcune canzoni, nel 1975 il progetto viene abbandonato.
Nel 1988 il trio originale ha citato in giudizio Phil Spector per 10 milioni di dollari, a causa di pagamenti mai avvenuti. Nel 2000 Spector è stato condannato al risarcimento di 2.600.000 dollari al trio, dopo molti anni di processo.
Nel 2007 Ronnie e Nedra si esibiscono insieme al Rock and Roll Hall of Fame, nel quale vengono introdotte, interpretando le canzoni "Baby, I Love You", "Walking in the Rain" e "Be My Baby". Estelle non prende parte all'esibizione (venendo sostituita da Tricia Scotti, corista), a causa del suo cattivo stato di salute sia fisica sia mentale, tuttavia ritira il premio insieme a Ronnie e Nedra comparendo nel finale delle esibizioni. 
l'11 febbraio 2009 muore all'età di 67 anni Estelle Bennett, a causa di un cancro al colon. La cantante aveva sofferto negli ultimi anni anche di schizofrenia.
Il 12 gennaio 2022 è morta Ronnie Spector, all'età di 78 anni, dopo una breve battaglia con il cancro.

## Formazione
- Nedra Talley (1957-1967)
- Ronnie Spector (1957-1967)
- Estelle Bennett (1957-1967)

## Discografia

### Album
- 1964 - Presenting the Fabulous Ronettes Featuring Veronica (Colpix Records, SS 486)

### Compilation
- 1981 - The Greatest Hits - Volume II (The wall of Sound/Phil Spector) (Phil Spector International, 2335233), pubblicato nel Regno Unito
- 1981 - Greatest recordings Vol. 2 (Spectacular Sound, SS 4300)
- 1981 - Phil Spector Wall of Sound Vol. 1 - The Ronettes Sing Their Greatest Hits (Polydor, 3574 122)
- 1990 - Greatest Hits (Spectacular Sound, SS 4100)
- 1992 - The Best of The Ronettes (EMI, 0777 7 80316 2 8)
- 1992 - Greatest Hits II (Spectacular Sound, SS CD 400)
- 1992 - Volume 1 (TNT Laser, CD 4006/486)
- 1992 - The Colpix and Buddah Years (Sequel Records, NEM CD620)
- 1995 - All the Hits (Classic Hits, CD CRB 560)
- 1997 - The Ronettes (Marginal Records, MAR 050)
- 2005 - Silhouttes (Collectables, COL-CD-9948)
- 2011 - Be my Baby: The Very Best of The Ronettes (Legacy, 88697612862)
- 2011 - The Ronettes & The Crystals – Original Hits (Treasury Collection, TJL-CD0002)
- 2016 - Playlist: The Very Best of The Ronettes (Sony Music, 88875031692)
- 2017 - Everything You Always Wanted To Know About The Ronettes... But Were Afraid To Ask (For Collectors Only, FCO 01)
- xxxx - Sweet Sixteen (ACD, ACD CD 154.062)

### Singoli/EP
- 1961 - I Want a Boy
- 1962 - I'm Gonna Quit While I'm Ahead/I'm on the Wagon (Colpix, CP 646)
- 1962 - Silhouettes/You Bet I Would (May, MY 114)
- 1963 - Good Girls/Memory (May, MY138), pubblicato negli Stati Uniti d'America, Svezia e Paesi Bassi
- 1963 - Be My Baby/Tedesco and Pitman (Philles Records, 116), pubblicato negli Stati Uniti d'America e nel Regno Unito
- 1963 - Baby, I Love You/Keep on Dancing (Philles Records, 118)
- 1963 - Be My Baby/Baby, I Love You (London Records, 45-GL 7084), pubblicato in Grecia
- 1964 - Be My Baby/Tedesco and Pitman/Baby, I Love You (London Records, SDGE 80672), pubblicato in Spagna e Francia
- 1964 - (The Best Part of) Breakin' Up/Big Red (Philles Records, 120), pubblicato negli Stati Uniti d'America, Canada e Belgio
- 1964 - Do I Love You?/Bebe and Susu (Philles Records, 121), pubblicato negli Stati Uniti d'America, Canada e Regno Unito
- 1964 - Walking in the Rain/How Does It Feel? (Philles Records, 123), pubblicato negli Stati Uniti d'America e Germania
- 1965 - Born to Be Together/Blues for Baby (London Records, HL 1556), pubblicato negli Stati Uniti d'America, Italia e Regno Unito
- 1965 - Is This What I Get for Loving You?/Oh, I Love You (Philles Records, 128), pubblicato negli Stati Uniti d'America, Canada, Australia e Regno Unito
- 1965 - You Baby/Is This What I Get for Loving You? (London Records, 5.531), pubblicato in Belgio
- 1965 - Is This What I Get for Loving You?/You Baby/Walkin' in the Rain/How Does It Feel ? (London Records, 10.173), pubblicato in Francia
- 1965 - He Did it/When I Saw You (Philles Records, 133), pubblicato negli Stati Uniti d'America, Canada, Australia, Belgio e Regno Unito
- 1966 - I Can Hear Music
- 1969 - You Came, You Saw, You Conquered!/Oh, I Love You (A&M Records, AM 834), pubblicato negli Stati Uniti d'America, Germania, Australia, Italia e Regno Unito
- 1969 - Be My Baby/Walking in the Rain/I Can Hear Music/Do I Love You? (London Records, LS 187), pubblicato in Giappone
- 1973 - Lover Lover/Go Out And Get It (Buddah Records, BDA-384) con Ronnie Spector
- 1974 - I Wish I Never Saw The Sunshine/I Wonder What He's Doing (Buddah Records, BDA-408) con Ronnie Spector
- 1975 - (I'm A) Woman in Love/When I Saw You (Phil Spector International, 2010 009), pubblicato in Belgio e Regno Unito
- 1975 - Be My Baby/Baby, I Love You (Phil Spector International, 2010 003), pubblicato in Australia, Belgio, Germania, Francia, Spagna e Regno Unito
- 1981 - Do I Love You/(The Best Part of) Breakin' Up (Phil Spector International, POSP 377), pubblicato nel Regno Unito
- 1981 - I Saw Mommy Kissing Santa Claus (Pavillion, ZS8 03333), pubblicato negli Stati Uniti d'America
- 1982 - What'd I Say/Be My Baby (Raven Records, RVS-03), pubblicato in Australia
- 1987 - Be My Baby (RCA Records, PB 43363), pubblicato in Spagna (disco promozionale)
- 1988 - Be My Baby (RCA Records, RX-534), pubblicato in Messico (disco promozionale)
- 1989 - Silhouettes/Good Girls (Collectables, COL 0286), pubblicato negli Stati Uniti d'America
- 1990 - Be My Baby/When I Saw You (Philles Records, 2037617), pubblicato in Europa, Germania e Francia
- xxxx - Walking in the Rain/Paradise (Philles Records, 123), pubblicato negli Stati Uniti d'America
- xxxx - So Young/When I Saw You (Philles Records), pubblicato negli Stati Uniti d'America
- xxxx - Walking in the Rain/Born To Be Together (Collectables, COL 3208), pubblicato negli Stati Uniti d'America
- xxxx - Baby, I Love You/(The Best Part of) Breakin' Up (Collectables, COL 3206)
- xxxx - Do I Love You?/Chapel of Love (Collectables, COL 3207)
- xxxx - Baby I Love You/Be My Baby/Breakin' Up (The Best Part)/Born To Be Together con Veronica (Phil Spector International, PRA EP120), pubblicato in Australia
- xxxx - Be My Baby/So Young (Collectables, COL 3205)
- xxxx - Be My Baby/Walking in the Rain (Oldies, OLD-010), pubblicato in Giappone
- xxxx - Las buenas muchachas/Tu apostaste que podria (Music Hall, MH-30.853), pubblicato in Argentina
- xxxx - Walkin' in The Rain/Baby, I Love You (London American Recordings, FLX 3189), pubblicato nei Paesi Bassi

## Parodia
- Nel film Sister Act - Una svitata in abito da suora, Whoopi Goldberg interpreta Deloris Van Cartier una esuberante e simpatica solista di un trio di cantanti in stile anni ‘60 chiamate The Ronelles, chiara parodia del gruppo delle Ronettes